# Águias (Tolkien)
Na obra ficcional criada por J. R. R. Tolkien, a Terra Média, as Águias eram imensas aves voadoras sapientes e que podiam falar. Muitas vezes referidas enfaticamente como as Grandes Águias, aparecem, geralmente e intencionalmente servindo como agentes de eucatástrofe ou deus ex machina, em várias partes de sua obra em várias partes de seu conto, de O Silmarillion e os relatos de Númenor para O Hobbit e O Senhor dos Anéis.
Estas criaturas foram geralmente criadas para serem semelhantes as águias reais (por exemplo, como uma espécie independente da subfamília dos buteoninos), mas muito maiores. Em O Silmarillion, Thorondor é dito ter sido o maior deles e de todos os pássaros, com uma envergadura de 55 metros. Em outros lugares, as águias têm variado na natureza e tamanho, tanto nos escritos de Tolkien e em visualizações posteriores e filmes.

## Aparições
A diferença entre águias "comuns" e as Grandes Águias é destaque descrito em O Hobbit:
| “ | Águias não são pássaros gentis. Algumas são covardes e cruéis. Mas a raça antiga das montanhas do norte são as maiores de todas as aves, pois elas eram orgulhosas e fortes e de coração nobre. | ” |

### Primeira era
Ao longo de O Silmarillion, as Águias são particularmente associadas com Manwë, o governante do céu e Senhor de Valar (anjos ou "deuses"). Afirma-se que "espíritos em forma de falcões e águias" com as notícias da Terra Média para seus salões em Taniquetil, a montanha mais alta do Reino Abençoado de Valinor, embora mais tarde no livro o mesmo se diz de aves em geral, e na Valaquenta de "todas as aves velozes, fortes da asa" (Sobre as diferentes concepções implícitas por estas e outras passagens, consulte Natureza abaixo).
Após a sua primeira aparição na narrativa principal, afirma-se que as Águias foram "enviadas" à Terra Média por Manwë. Ele ordenou que vivessem nas montanhas ao norte da terra de Beleriand, a fim de "vigiar" Melkor, o poder supremo do mal que tinha feito guerra contra os Elfos e Homens, e para ajudar os exilados Elfos de Noldor "em casos extremos". As Águias eram governadas por Thorondor, que habitava (aparentemente com a maioria de sua raça) nas Montanhas Circundantes a oeste de Dorthonion.
Quando a cidade oculta de Gondolin foi construído por Turgon entre as montanhas circundantes, as águias de Thorondor tornaram-se seus aliados, trazendo-lhe notícias e mantendo espiões fora das fronteiras. Por causa de sua tutela, os Orcs de Morgoth foram incapazes de se aproximar tanto as montanhas próximas, ou o importante forte de Brithiach ao sul, a vigília das águias tinha sido redobrada depois da vinda de Tuor, permitindo à Gondolin permanecer desconhecida, o mais longo de todos os reinos élficos. Quando a cidade caiu por último, as águias de Thorondor protegeram os fugitivos, afugentando os orcs que os emboscaram em Cirith Thoronath, a Fenda das Águias do norte de Gondolin.
As águias lutaram ao lado dos exércitos dos Valar, Elfos e Homens durante a Guerra da Ira no final da Primeira Era, quando Morgoth foi derrotado. Em O Silmarillion é contado que após o aparecimento dos dragões alados, "todas as grandes aves do céu" se reuniram sob a liderança de Thorondor de Eärendil, e destruíram a maioria dos dragões durante uma batalha no céu.

### Segunda era
Tolkien mencionou as águias em seus contos da ilha de Númenor durante a Segunda Era. Ele afirmou que três águias guardavam o cume do Meneltarma, a Montanha Sagrada, aparecendo sempre que um se aproximava para santificar e permanecer no céu durante as três orações. Os númenorianos as chamavam de "as Testemunhas de Manwë" e acreditavam que estas águias tinham sido "enviadas por ele a partir de Aman para manter o relógio em cima da Montanha Sagrada e sobre toda a terra".
Havia um outro ninho na torre da Casa do Rei na capital Armenelos, sempre habitado por um par de águias, até os dias de Tar-Ancalimon e a vinda de Sombra para Númenor. Além disso, afirma-se que muitas águias viviam nas colinas ao redor Sorontil no norte da ilha, embora no último caso não está claro se estes eram "grandes" ou as águias "comuns".
Quando o númenorianos tinham finalmente abandonado suas antigas crenças e começaram a falar abertamente contra a proibição dos Valar, eles estavam no meio de nuvens de tempestade em forma de águias, as chamadas "Águias dos Senhores do Oeste", que Manwë tentou argumentar ou ameaçá-los.

### Terceira era
Até o final da Terceira Era, uma colônia de Águias viviam no norte da Montanha Solitária, como descrito em O Hobbit. A maioria deles aninhadas sobre o leste encostas não muito longe da Montanhas da Névoa levando até Rivendell, e, portanto, nas imediações da Cidade dos Goblins sob as montanhas. Afirma-se que estas Águias muitas vezes ficavam aflitas com os goblins e "pararam de fazer qualquer maldade que estavam fazendo", no entanto, sua relação com os locais da Floresta das Trevas era apenas legal, como as águias frequentemente caçando suas ovelhas.
Durante os eventos do livro, as águias desta colônia resgatam a companhia de Thorin de um bando de Goblins e Wargs, em última análise, levando os anões ao Carrock. Mais tarde, depois de terem avistado a reunião dos goblins, todos sobre as montanhas, um grande número de águias reúnem-se com o seu líder e participam da Batalha dos Cinco Exércitos, perto da Montanha Solitária. Foi só com a sua ajuda que os Anões, Homens e elfos conseguiram derrotar os goblins.
Em O Senhor dos Anéis é afirmado que as Águias das Montanhas Sombrias ajudam os elfos de Rivendell e o mago Radagast a vigiar a terra e na coleta de notícias sobre os Orcs. Além disso, um papel proeminente (embora por trás das cenas) é reproduzido por Gwaihir, as Águias aparecem em grande número no final do livro. Em um paralelo com O Hobbit, eles chegaram na Batalha do Morannon, ajudando o Exército do Oeste contra os Nazgûl. Vários deles resgatam Frodo Bolseiro e Samwise Gamgee da Montanha da Perdição após o Um Anel ser destruído.
A ideia das Águias transportarem o Anel à Montanha da Perdição, ou pelo menos uma parte do caminho, não é discutida em O Senhor dos Anéis e o próprio Tolkien aparentemente nunca abordou especificamente, com exceção de uma forma oblíqua. Nas Cartas de J. R. R. Tolkien, declarou: "As Águias são uma 'máquina' perigosa. Eu tenho usado com moderação, e isso é o limite absoluto da sua credibilidade ou utilidade. O desembarque da Grande Águia das Montanhas Sombrias no Condado é um absurdo; também faz a captura depois de G. [Gandalf] por Saruman incrível, e estraga o relato de sua fuga." (Carta 210) No comentário do DVD para a adaptação cinematográfica de Peter Jackson de O Retorno do Rei, ele e Fran Walsh brincaram que não usar as Águias para viajar diretamente para a Montanha da Perdição foi um buraco no enredo, na medida em que Philippa Boyens aponta furiosamente a eles que os Nazgûl Voadores teriam interceptado eles se tivessem tentado isso, e isso simplesmente se tornou uma piada comum que era um buraco no enredo porque os Nazgûl Voadores não foram introduzidos no primeiro filme, um ponto ao qual Jackson e Walsh humildemente admitiram.

### Thorondor
O Senhor das Águias na Primeira Era, foi dito em O Silmarillion como o "mais poderoso de todos os pássaros que já existiu", com uma envergadura de trinta braças (ou 54,9 metros) e um bico de ouro. Seu nome traduzido do sindarin, língua élfica inventada por Tolkien, era 'Rei das Águias'; sua forma cognata em quenya, outra língua élfica, é Sorontar. Conduziu as águias durante a maior parte de suas aparições em O Silmarillion, e tem um papel importante de sua autoria.
Thorondor entra primeiro na narrativa quando ajudou o príncipe elfo Fingon a resgatar seus parentes Maedhros da prisão de Thangorodrim. Após a batalha de Dagor Bragollach, ele salvou o corpo de Fingolfin da profanação de seu assassino Morgoth, dando ao Senhor das Trevas uma cicatriz no rosto e carregando o cadáver do rei elfo para as Montanhas Cercadas ao norte de Gondolin, onde foi enterrado por Turgon. Pouco tempo depois, Thorondor espiou Húrin e Huor aos pés das montanhas, e enviou dois de seus servos para buscá-los e carregá-lhes a Gondolin, cumprindo assim as intenções da Vala Ulmo. Thorondor e outras duas águias resgataram Lúthien e Beren feridos das portas de Angband durante sua Busca das Silmarils, levando-os para Doriath.